# Kendall Wesenberg
Kendall Wesenberg (Castro Valley, 23 agosto 1990) è una skeletonista statunitense.

## Biografia
Prima di dedicarsi allo skeleton la Wesenberg ha praticato il calcio durante il college, giocando per la squadra della University of Colorado at Boulder.

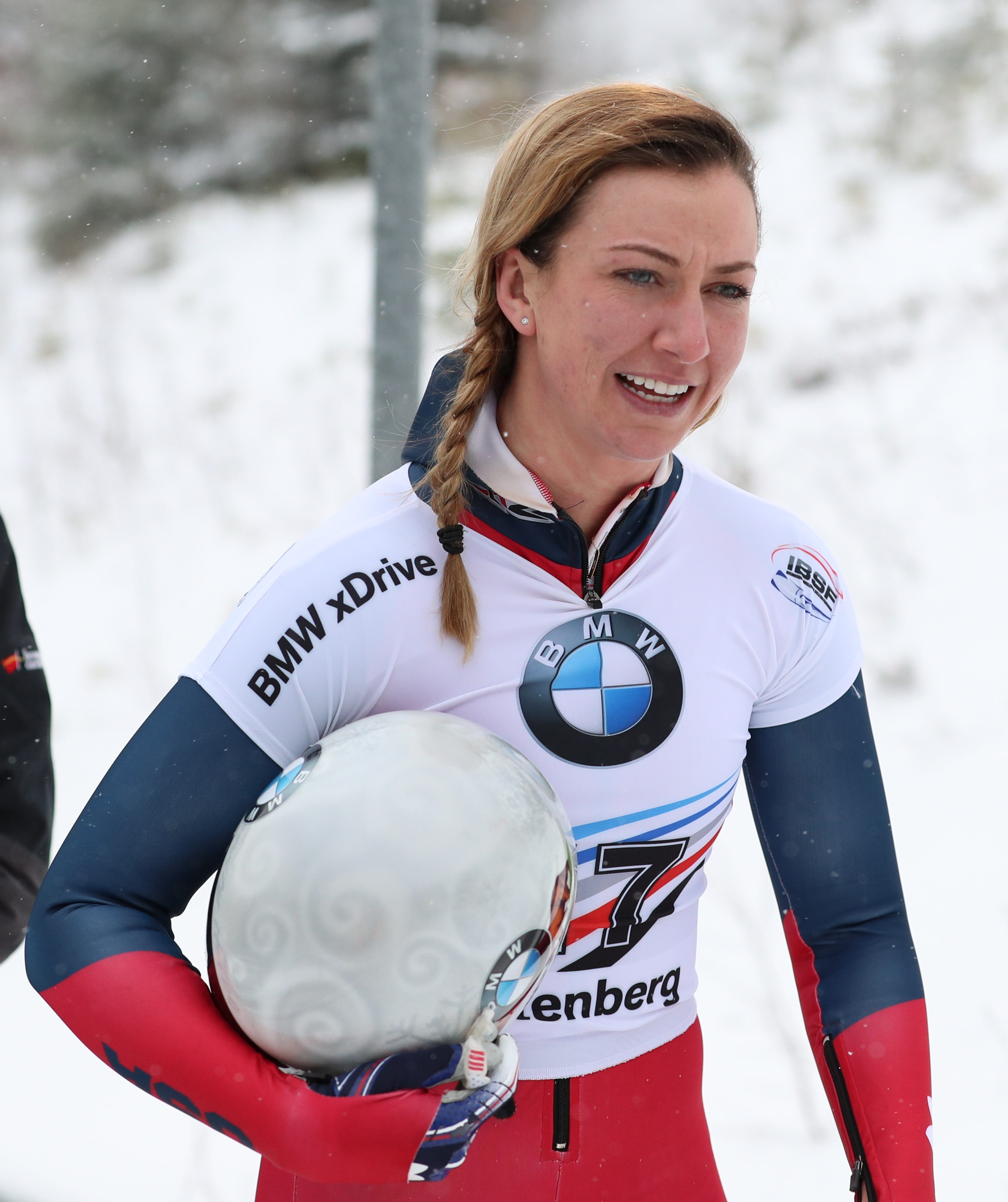
Kendall Wesenberg ad Altenberg nel 2019

Compete dal 2014 per la squadra nazionale statunitense. Debuttò in Coppa Europa a novembre del 2014 e trionfò in classifica generale in quella stessa stagione.
Esordì in Coppa del Mondo nella stagione 2015/16, il 27 novembre 2015 (18ª ad Altenberg nel singolo) e ottenne il suo primo podio il 20 gennaio 2017 a Sankt Moritz (2ª nel singolo). In classifica generale detiene quale miglior piazzamento il sesto posto ottenuto nel 2018/19.
Ha partecipato ai Giochi olimpici invernali di Pyeongchang 2018, classificandosi diciassettesima nel singolo.

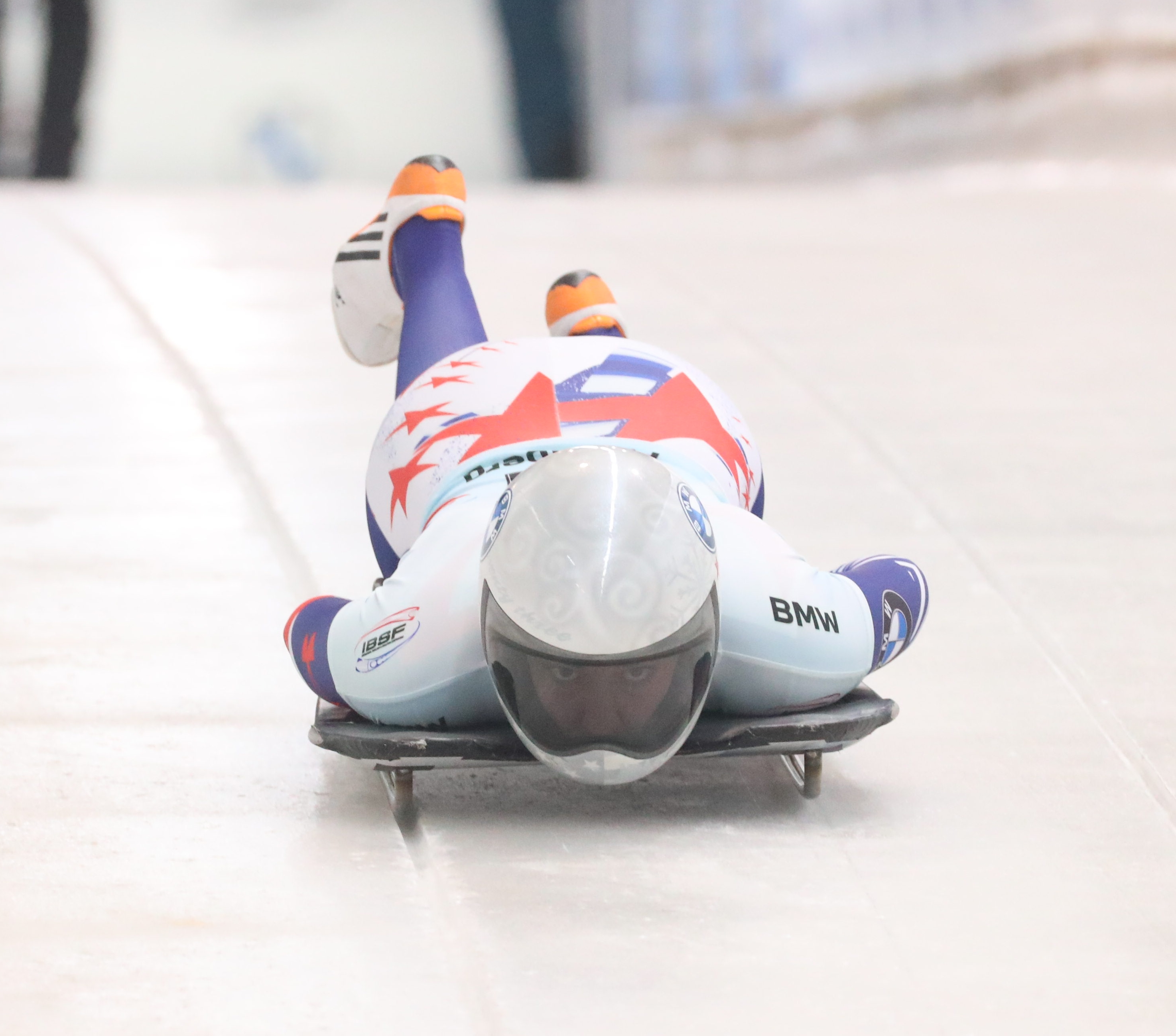
Kendall Wesenberg in gara ai campionati mondiali di Altenberg 2021

Ha preso parte altresì a cinque edizioni dei campionati mondiali. Nel dettaglio i suoi risultati nelle prove iridate sono stati, nel singolo: quindicesima a Igls 2016, tredicesima a Schönau am Königssee 2017, undicesima a Whistler 2019, decima ad Altenberg 2020 e diciannovesima ad Altenberg 2021; nella gara a squadre: sesta a Igls 2016, decima a Schönau am Königssee 2017, quarta a Whistler 2019 e settima ad Altenberg 2020.

## Vita privata
Ha fatto coming out come bisessuale, divenendo la prima skeletonista di alto livello a farlo.

## Palmarès

### Coppa del Mondo
- Miglior piazzamento in classifica generale: 6ª nel 2018/19.
- 2 podio (nel singolo):
  - 1 secondo posto;
  - 1 terzo posto.

### Circuiti minori

#### Coppa Intercontinentale
- Miglior piazzamento in classifica generale: 8ª nel 2021/22.

#### Coppa Europa
- Vincitrice della classifica generale nel 2014/15;
- 3 podi (tutti nel singolo):
  - 1 vittoria;
  - 2 secondi posti.

#### Coppa Nordamericana
- Miglior piazzamento in classifica generale: 19ª nel 2018/19;
- 1 podio (nel singolo):
  - 1 vittoria.